# Angelo Mozilo
Angelo R. Mozilo (né le 16 décembre 1938 à New York et mort le 16 juillet 2023), l'un des fondateurs de Countrywide Financial, en était le CEO jusqu'au 1er juillet 2008. En juin 2009, il a été accusé de fraude par la Securities and Exchange Commission (SEC).

## Biographie
Il est le fils d'un boucher du Bronx. Il a obtenu un baccalauréat ès sciences (en anglais : Bachelor of Science) de l'université Fordham en 1960.
En 1978, lui et son ancien mentor David S. Loeb, qui avait déjà lancé une société de courtage d'hypothèques, ont fondé Countrywide Credit Industries à New York. Plus tard, ils ont déménagé son siège à Calabasas, en Californie. Mozilo et Loeb ont aussi fondé IndyMac Bank, initialement appelée Countrywide Mortgage Investment, avant d'être cédée comme banque à part entière en 1997. Les activités d'IndyMac se sont effondrées peu après et elle a été saisie par les autorités financières américaines le 11 juillet 2008
Le titre de Countrywide était introduit au NYSE en 1984. Mozilo a vendu pour environ 406 millions USD d'actions, obtenues principalement comme stock options. Il a ainsi obtenu 129 millions USD pendant les 12 mois précédant août  2007
Dans un article du New York Times du 20 octobre 2008, Henry G. Cisneros, un ancien directeur du HUD américain et membre du conseil de Countrywide, décrit Mozilo comme « malade de stress : le dernier chapitre de sa vie est l'infamie qu'on lui fait subir ou qu'il s'est infligée. » Un journaliste de CNN a qualifié Mozilo comme l'un des plus éminents responsables de la crise des subprimes de 2008.
Ses agissements ont incité le Congrès des États-Unis à procéder à une enquête. Devant le United States House Committee on Oversight and Government Reform, il a notamment affirmé que ses bonus étaient délivrés en fonction des activités (donc des résultats financiers) de Countrywide avant l'effondrement des marchés financiers de 2008.

## Traductions de
1. ↑  (en) « sick with stress — the final chapter of his life is the infamy that’s been brought on him, or that he brought on himself »